# AMX-50
AMX 50 A (designação oficial) ou AMX-50 era um tanque pesado francês concebido no período pós Segunda Guerra Mundial. Foi proposto que, em sucessão, aos tanques Médios e pesados franceses e incorporou muitas características avançadas. No entanto, foi cancelado no final de 1950 devido a desfavoráveis circunstâncias económicas e políticas combinadas com atrasos no desenvolvimento.

## Projeto
Quatro projetos foram propostos, mas apenas um foi escolhido para se tornar um protótipo da empresa AMX. De fato, na época, os Estados Unidos queriam que a Europa recebe-se uma poderosa indústria militar. Mas, devido a dificuldades materiais e financeiras causadas pelo desastre da Segunda Guerra Mundial, os Estados Unidos deram assistência aos países europeus através de programas de aquisição no exterior, um sistema de crédito que visava proporcionar a Europa Ocidental,um poderoso complexo industrial-militar para um conflito com a União Soviética. Nota-se que, pela primeira vez desde 1917, a Renault não participou do concurso.

## Concepção
O motor escolhido foi o de um motor alemão capturado no final da guerra, fabricado pela Maybach. Para incluir este item no projeto, foi necessário, além do material de base e protótipos alemães, a chegada a França de engenheiros e mecânicos utilizados nas fábricas do Terceiro Reich. Quanto à torre e armamento, eles foram 100% design francês. Esta foi a primeira torre oscilante que se tornou padrão em todos os veículos blindados franceses da década de 1950.

## Abandono
Os testes mostraram um tanque superior aos semelhantes americanos e soviéticos que foram, respectivamente, M26 e IS-3. Mas os americanos não queriam financiar um projeto que não seria aprovado. Era, portanto, necessário que os dois países, França e Alemanha Ocidental, adotassem o carro para o seu desenvolvimento continuar. A França parecia pronta para aceitar a proposta, que não foi o caso da Alemanha, que foi inspirada nas doutrinas do ex-general Guderian, tanques leves e rápidos de apoio. Além disso, o desenvolvimento de novas tecnologias e capacidades em matéria de mísseis e de explosivos fariam a blindagem de tanques grandes obsoletas e inadequadas para um conflito em larga escala no futuro.